# Boulevard du Fort-Saint-Louis
 (janvier 2025).
Si vous disposez d'ouvrages ou d'articles de référence ou si vous connaissez des sites web de qualité traitant du thème abordé ici, merci de compléter l'article en donnant les références utiles à sa vérifiabilité et en les liant à la section « Notes et références ».
Le boulevard du Fort-Saint-Louis est un boulevard de la ville de Boucherville sur la Rive-Sud, près de Montréal, au Québec.

## Situation et accès
Le boulevard du Fort-Saint-Louis débute à l'extrémité est de la ville à la rue D'Argenson et se termine, plus à l'ouest, à la rue De La Barre, en plein quartier industriel. Il borde le secteur institutionnel de la municipalité, près de son intersection avec le boulevard De Montarville. Il est constitué majoritairement de quatre voies, deux dans chaque direction et la vitesse des véhicules y est limitée à 50 km/h.  

## Origine du nom
Le nom de la voie se réfère au fort Saint-Louis, à Chambly, construit par Jacques de Chambly en 1665. 

## Historique
Une erreur dans un acte de baptême datant de 1670 a fait croire que Boucherville portait autrefois le nom de « Fort-Saint-Louis », alimentant ainsi une légende locale.
Le nom actuel a été officiellement adopté le 5 mars 1987.